# Saurita sericea
Saurita sericea är en fjärilsart som beskrevs av Herrich-Schäffer 1854. Saurita sericea ingår i släktet Saurita och familjen björnspinnare. Inga underarter finns listade.